# Idroscalo (Milan)
L'Idroscalo de Milan, en Italie, est un plan d'eau artificiel originellement conçu dans l'entre-deux-guerres pour être l'hydroaéroport de la métropole lombarde. En fait, il a peu servi à cet usage, mais est vite devenu une importante base de loisirs.
En italien, idroscalo est un terme générique désignant tout plan d'eau destiné à accueillir des hydravions, mais hors d'Italie, l'Idroscalo est par excellence celui de Milan. 

## Les débuts
On pensait dans les années 1920 que l'avenir du transport aérien passerait nécessairement par les hydravions. L'Italie de Mussolini était très avancée dans cette voie, et notamment dans la technologie des hydravions civils. Dès 1926, des voix se font entendre à Milan pour doter la ville d'une grande hydrobase. Une loi du 27 juin 1927 dispose que chaque province italienne est tenue d'être équipée de lieux d'atterrissage et d'amerrissage pour tous types d'aéronefs.
À Milan, les travaux de creusement sont lancés en 1928 et progressent rapidement. Le site choisi se trouve dans la périphérie Est de la ville, à la limite des communes de Segrate et Peschiera Borromeo, dans une zone où se trouvaient déjà des étangs. L'hydroaéroport est inauguré en présence de Mussolini, le 28 ottobre 1930.

## Un centre de sports et loisirs

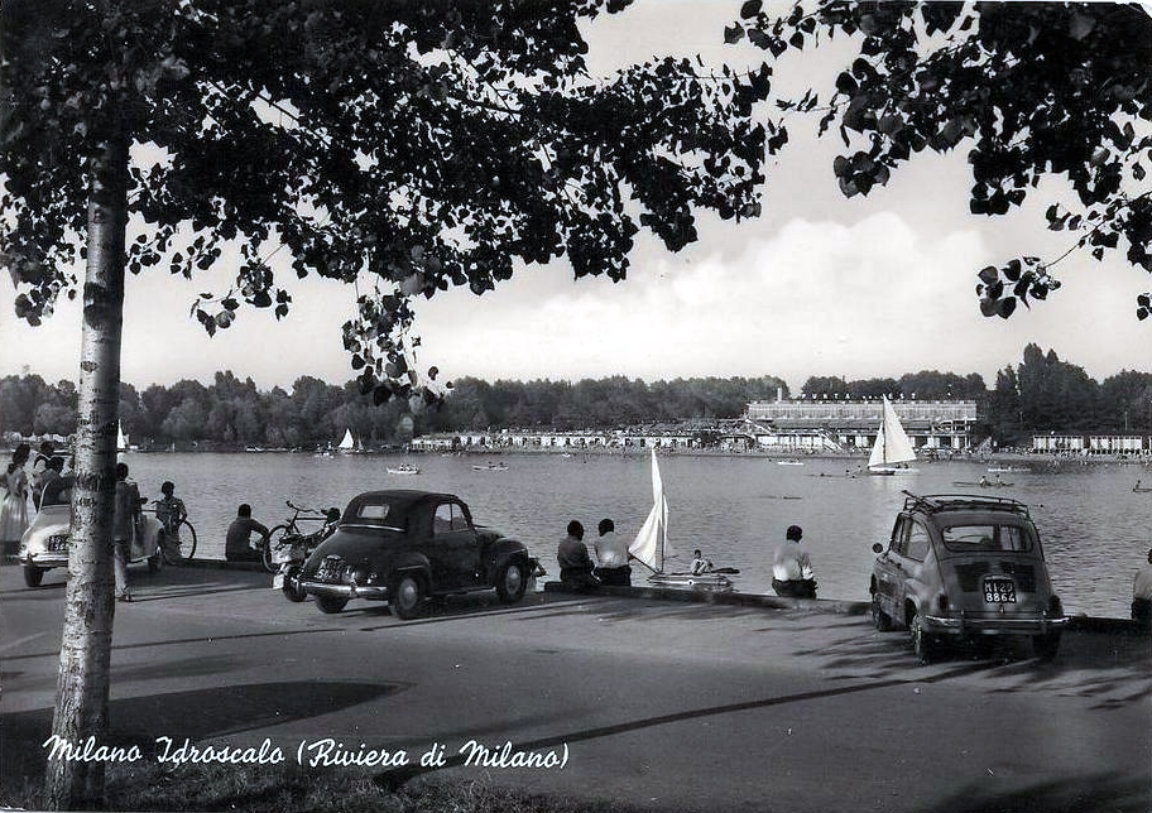
Carte postale des années 1960 montrant la « Riviera milanaise ».

L'utilisation de l'Idroscalo comme infrastructure de transport n'a jamais été que sporadique. Dès avant la Seconde Guerre mondiale le site sert de stade nautique, en particulier pour des compétitions d'aviron. Un championnat italien y est organisé en 1934, et les Championnats d'Europe de 1938 y ont lieu. Les Championnats du monde d'aviron 1988 et de 2003 s'y déroulent.
Avec ses plages, le parc qui l'entoure, l'Idroscalo s'affirme après-guerre comme l'endroit idéal pour pratiquer la voile, le ski nautique, l'aviron, le canoë et le kayak dans l'agglomération milanaise. Le plan d'eau reçoit le surnom de « mer des Milanais ». Le site est aussi un haut-lieu de la nage avec palmes (le meilleur club italien dans cette spécialité y est basé).
L'Idroscalo est par ailleurs un des endroits consacrés pour tenir de grands concerts ou festivals de rock dans la région milanaise.

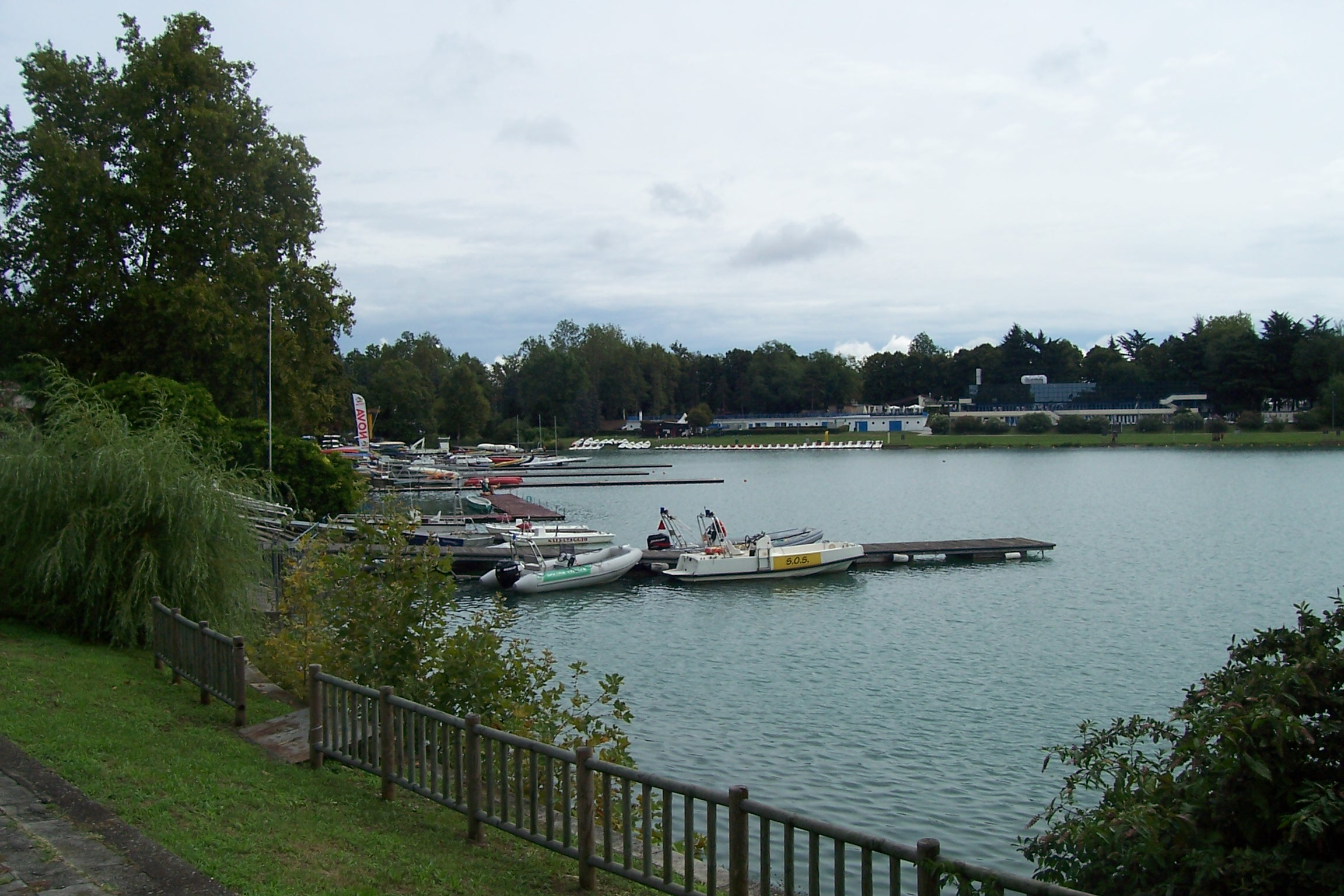
Extrémité nord de l'Idroscalo.

## L'Idroscalo au cinéma
Une des scènes les plus dramatiques du film Rocco et ses frères (1960) de Luchino Visconti est censée avoir lieu sur les bords de L'Idroscalo, où la tapineuse Nadia (jouée par Annie Girardot) se livre à son métier et où son amant éconduit vient l'assassiner. Mais les autorités de la province de Milan ont refusé au cinéaste le droit de tourner sur place, ne voulant pas que l'Idroscalo soit connoté à la prostitution et à la criminalité.
De ce fait, Visconti et son équipe de tournage ont été contraints de se transférer loin de Milan, près de Latina, au sud de Rome, où le lac de Fogliano offre l'aspect similaire d'un long plan d'eau rectangulaire aux rives rectilignes boisées.

## Source
- (it) Cet article est partiellement ou en totalité issu de l’article de Wikipédia en italien intitulé « Idroscalo di Milano » (voir la liste des auteurs).